# Нова Баварія (стадіон)
«Нова Баварія» — футбольний стадіон, розташований у Новобаварському районі Харкова, у місцевості Липовий Гай.

## Історія

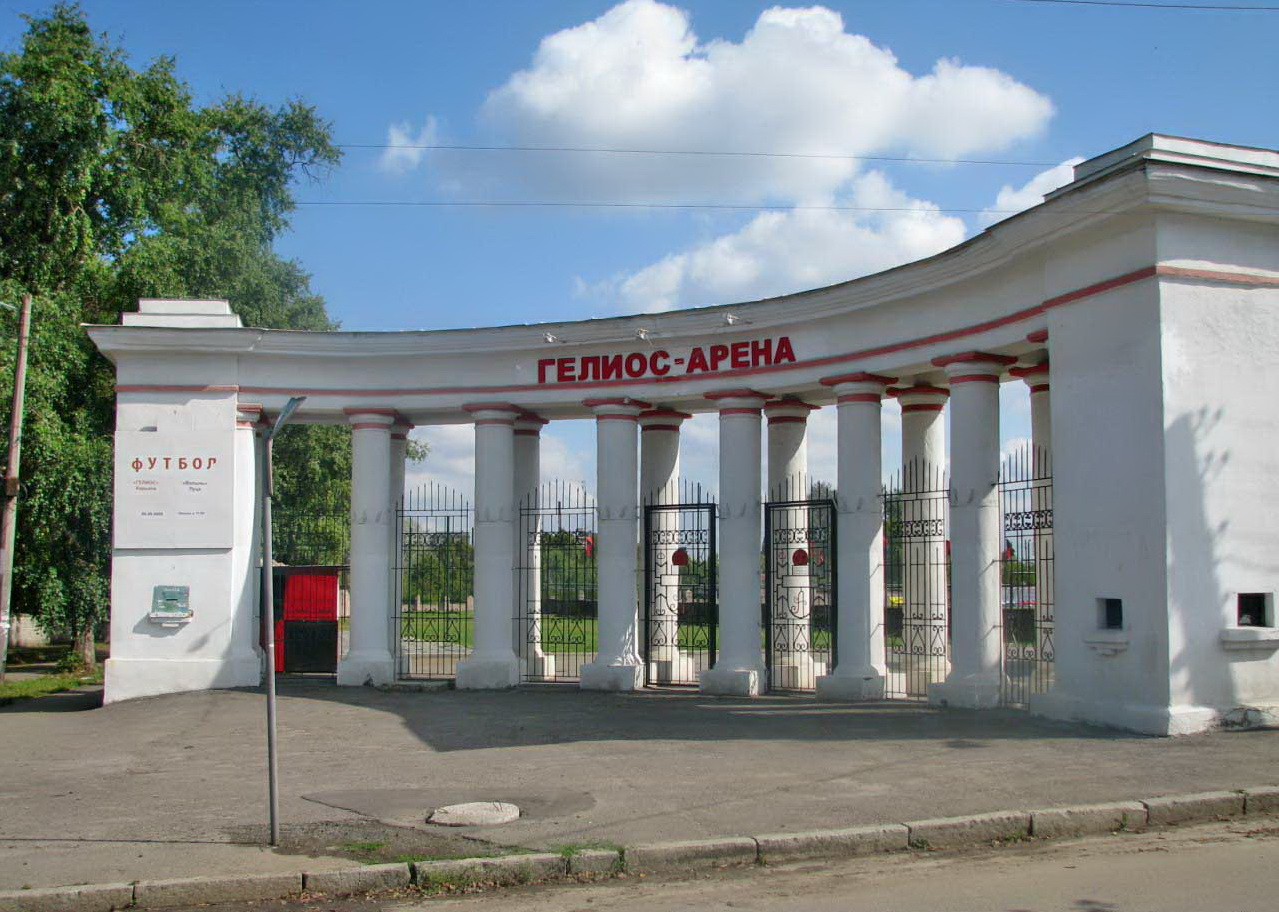
Вхідна колонада стадіону

«Нова Баварія» — один з найстаріших харківських стадіонів, що збереглися до нашого часу. Перша назва арени — Стадіон Канатного заводу.
З 1982 по 1991 роки на цьому стадіоні більшість своїх матчів у чемпіонаті СРСР (Друга ліга, 6 зона) провів футбольний клуб «Маяк».
З 2004 до липня 2009 року мав назву «Арсенал-Баварія». Після повної розрухи був реконструйований президентом футбольного клубу «Арсенал» Володимиром Чумаком, перероблений у чисто футбольний стадіон і підготовлений до вимог проведення матчів Першої та Другої ліги чемпіонату України. У 2004—2009 роках був домашнім стадіоном «Арсеналу».
У 2009 році стадіон придбано власником футбольним клубом «Геліос» Олександром Гельштейном та перейменовано на «Геліос-Арену» Стадіон був домашньою ареною «Геліоса» до серпня 2012 року, після чого став клубною тренувальною базою. У сезоні 2017/2018 років стадіон знову приймав домашні матчі команди «Геліос».
У 2020 році власником стадіону став колишній футболіст «Арсеналу», підприємець Юрій Шушура. На базі стадіону він створив дитячо-юнацьку спортивну школу «Нова Баварія», а сама арена змінила назву на «Нова Баварія».
29 серпня 2020 року на стадіоні зіграв свій перший офіційний матч ФК «Металіст». У цій грі, яка відбувалася в рамках 1/64 Кубку України, «Метал» поступився команді «ВПК-Агро» з рахунком 1:3.
«Нова Баварія» оснащена пластиковими сидіннями та електронним табло, покриття поля — натуральне трав'яне.

## Транспорт
Проїзд до стадіону:
- автобус № 220 від ст. м. «Холодна гора» до зупинки «Стадіон»;
- автобус № 237 від ст. м. «Холодна гора» до зупинки «вулиця Герцена»;
- автобус № 232 від ст. м. «Метробудівників» до зупинки «Стадіон»;
- також є можливість дістатися будь-яким транспортом до Культурно-ділового центру «Нова Баварія», а далі пройти 10 хвилин пішки Ново-Баварським проспектом[10].